# Jonas Brothers: Five Albums. One Night. The World Tour
Jonas Brothers: Five Albums. One Night. The World Tour es la undécima gira musical del grupo estadounidense Jonas Brothers. La gira comenzó el 12 de agosto de 2023 en Nueva York y finalizará el 16 de octubre de 2024 en Cracovia.

## Desarrollo
Planes para un nuevo tour se plantearon desde que la banda empezó a producir su sexto álbum de estudio. En preparación para el lanzamiento del álbum la banda llevó a cabo una corta residencia de cinco presentaciones en Marquis Theatre de Broadway entre el 14 y el 18 de marzo de 2023 marcando así el debut de Kevin Jonas y de la banda en la mítica calle neoyorquina; durante cada noche la banda tocó el set completo de sus anteriores álbumes de estudio, uno por noche, y en orden cronológico, siendo el álbum próximo a lanzar el que fue presentado en la última noche.
En abril de 2023, después de los shows en Broadway, la banda anunció un concierto en el Yankee Stadium, donde tocarían la totalidad de sus cinco álbumes de estudio. Originalmente se pretendía que fuera una única presentación para el 12 de agosto de 2023, sin embargo, la semana siguiente fue añadida una segunda fecha para el 13 de agosto. La banda continuó realizando varios shows a partir del anuncio, presentándose en el Royal Albert Hall de Londres, en Tannahill's Tavern en Dallas Fort-Worth, en in Dallas-Fort Worth, en Baltimore Soundstage in Baltimore y el festival Something in the Water en Virginia Beach.

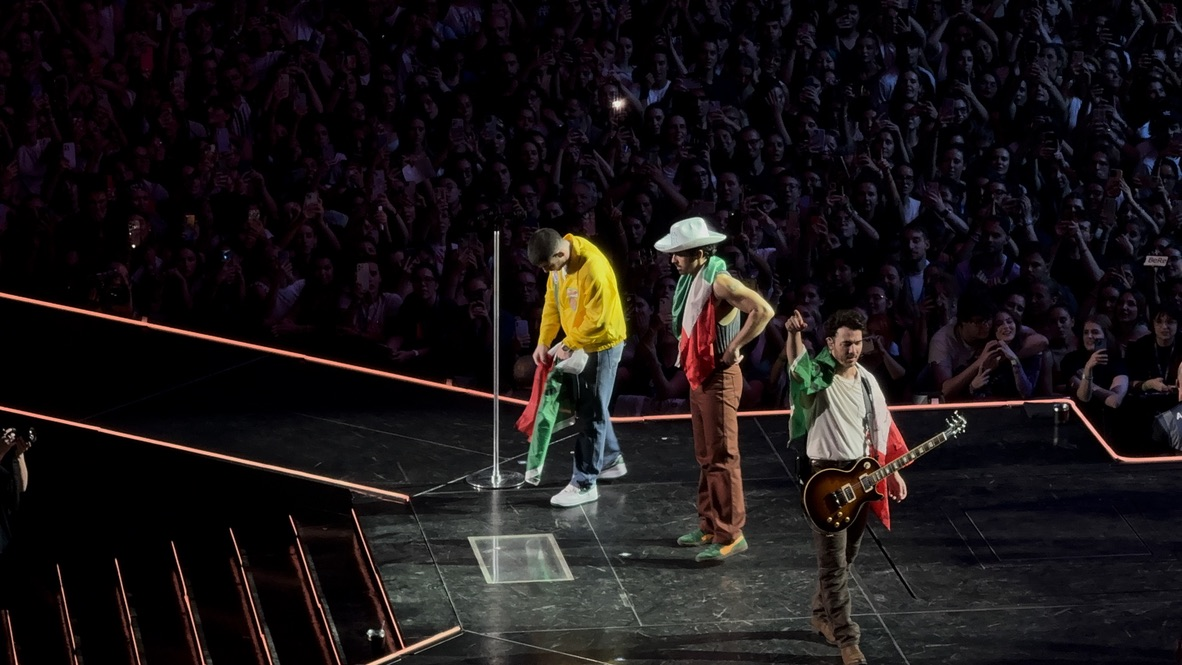
Jonas Brothers como parte de su show en Milán

El 2 de mayo de 2023 el tour fue anunciado oficialmente con fechas en Estados Unidos, tomando las dos fechas del Yankee Stadium como las noches inaugurales de la gira. El 27 de julio de 2023 la banda anunció más de 50 fechas adicionales que incluyen nuevas presentaciones en Estados Unidos, además de llevar la gira a Canadá, Europa y Oceanía.
Es el show más extenso de la carrera de la banda, tomando alrededor de tres horas.
Las mangas donde la banda recorre el Sudeste Asiático y Latinoamérica se denomina: Celebrating Five Albums. Esto acarrea un repertorio reducido en comparación al presentado en Estados Unidos y Canadá, además del uso de sólo uno de los escenarios.
El día 10 de abril de 2024 se anunció que la gira por Europa se aplazaría modificando todas las fechas para los meses de septiembre y octubre del mismo año.

## Recepción Crítica
La gira ha recibido críticas positivas por parte de la crítica. La redactora de Rolling Stone Brittany Spanos lo calificó de "espectáculo masivo" y escribió que la gira es "una hazaña ambiciosa de cualquier grupo", señalando que "es su versión de Eras Tour, con los chicos y su enorme banda parecida a E-Street abordando más de 60 canciones de cinco de sus seis álbumes". 

## Grabación de la Gira
A través de sus redes sociales, la banda confirmó que los conciertos a celebrarse en la O2 Arena de Londres serán grabados profesionalmente.
El 23 de marzo de 2025, en el evento JonasCon, la banda anunció que el álbum saldrá a la luz el 13 de junio del 2025 como parte de la celebración de los 20 años de fundación del grupo.

## Lista de Canciones
La siguiente lista de canciones corresponde a la primera noche de la gira, para el tour la banda preparó alrededor de 100 canciones correspondientes a la totalidad de su repertorio que incluye sus álbumes como grupo y sus proyectos en solitario; para esta gira Joe Jonas nombró a los medleys como "Mosaicos":
Set 1: Intro
1. Celebrate!
2. What a Man Gotta Do

Set 2: Jonas Brothers
1. S.O.S.
2. Hold On
3. Goodnight and Goodbye
4. That's Just the Way We Roll
5. Mosaico: Still in Love With You / Australia / Hollywood / Just Friends / Games
6. Hello Beautiful
7. Inseparable
8. Take a Breath
9. When You Look Me in the Eyes
10. Year 3000

Set 3: The Album
1. Summer Baby
2. Vacation Eyes
3. Sail Away
4. Little Bird

Set 4: A Little Bit Longer
1. A Little Bit Longer
2. Can't Have You
3. Sorry
4. BB Good
5. Shelf
6. Mosaico: Got Me Going Crazy /  Girl / One Man Show
7. Pushin' Me Away
8. Tonight
9. Lovebug
10. Burnin' Up

Set 5: The Album (continuación)
1. Americana
2. Summer In The Hamptons
3. Waffle House
4. Montana Sky
5. Miracle

Set 6: Lines, Vines and Trying Times
1. Fly With Me
2. Hey Baby
3. Poison Ivy
4. Don't Speak
5. Much Better
6. World War III
7. What Did I Do to Your Heart
8. Paranoid
9. Turn Right
10. Before the Storm
11. Black Keys

Set 7: Proyectos en Solitario / The Album (conclusión)
1. Jealous
2. Cake by the Ocean
3. Walls

Set 8: Happiness Begins
1. Comeback
2. Rollercoaster
3. Strangers
4. Used to Be
5. Cool
6. Trust
7. Every Single Time
8. Happy When I’m Sad
9. Don’t Throw It Away
10. Love Her
11. Hesitate
12. I Believe
13. Only Human
14. Sucker

Set 9: Encore
1. Leave Before You Love Me
2. Remember This

### Covers
Durante la parte europea de la gira la banda presentó cada noche un cover sus canciones favoritas:
| Fecha                    | Ciudad     | País            | Canción                                    | Artista                    |
| ------------------------ | ---------- | --------------- | ------------------------------------------ | -------------------------- |
| 9 de septiembre de 2024  | Belfast    | Irlanda         | Dreams                                     | The Cranberries            |
| 10 de septiembre de 2024 | Dublín     | Irlanda         | I Still Haven't Found What I'm Looking For | U2                         |
| 12 de septiembre de 2024 | Mánchester | Reino Unido     | Oh Caroline                                | The 1975                   |
| 13 de septiembre de 2024 | Glasgow    | Reino Unido     | I Wanna Be (500 Miles)                     | The Proclaimers            |
| 13 de septiembre de 2024 | Glasgow    | Reino Unido     | A Thousand Miles                           | Vanessa Carlton            |
| 15 de septiembre de 2024 | Birmingham | Reino Unido     | Dancing Queen                              | ABBA                       |
| 16 de septiembre de 2024 | Londres    | Reino Unido     | Rocket Man                                 | Elton John                 |
| 16 de septiembre de 2024 | Londres    | Reino Unido     | Cold Heart                                 | Elton John                 |
| 17 de septiembre de 2024 | Londres    | Reino Unido     | Careless Whisper                           | George Michael             |
| 20 de septiembre de 2024 | Múnich     | Alemania        | Unwritten                                  | Natasha Bedingfield        |
| 22 de septiembre de 2024 | Viena      | Austria         | Vienna                                     | Billy Joel                 |
| 22 de septiembre de 2024 | Viena      | Austria         | Walking on a Dream                         | Empire of the Sun          |
| 24 de septiembre de 2024 | Milán      | Italia          | I Want You Back                            | The Jackson 5              |
| 26 de septiembre de 2024 | Barcelona  | España          | ...Baby One More Time                      | Britney Spears             |
| 28 de septiembre de 2024 | Lyon       | Francia         | Bye Bye Bye                                | NSYNC                      |
| 1 de octubre de 2024     | Amberes    | Bélgica         | Don't Stop Believin'                       | Journey                    |
| 2 de octubre de 2024     | Colonia    | Alemania        | Sex on Fire                                | Kings of Leon              |
| 3 de octubre de 2024     | Ámsterdam  | Países Bajos    | Stayin' Alive                              | Bee Gees                   |
| 6 de octubre de 2024     | Oslo       | Noruega         | Take on Me                                 | A-ha                       |
| 8 de octubre de 2024     | Copenhague | Dinamarca       | Umbrella                                   | Rihanna                    |
| 9 de octubre de 2024     | Hamburgo   | Alemania        | Don't Dream It's Over                      | Crowded House              |
| 13 de octubre de 2024    | París      | Francia         | Shallow                                    | Lady Gaga & Bradley Cooper |
| 15 de octubre de 2024    | Praga      | República Checa | Locked Out of Heaven                       | Bruno Mars                 |
| 16 de octubre de 2024    | Cracovia   | Polonia         | Can't Take My Eyes Off You                 | Frankie Valli              |

| Lollapalozza: India |
| --- |
| 1. Celebrate! 2. Only Human 3. What a Man Gotta Do 4. S.O.S 5. Cool 6. Waffle House 7. Gotta Find You 8. When You Look Me in the Eyes 9. Year 3000 (cover de Busted) 10. Maan Meri Jaan (Afterlife) (cover de King con Nick Jonas) 11. Close 12. Toothbrush 13. Jealous 14. Cake by the Ocean 15. Burnin' Up 16. Sucker 17. Leave Before You Love Me |

| Celebrating Five Albums: Sudeste Asiático |
| --- |
| El siguiente listado corresponde al presentado en el show de Filipinas y no fue idéntico a los demás presentados en esta manga del tour: Set 1: Intro 1. What a Man Gotta Do Set 2: Jonas Brothers 1. S.O.S. 2. Hold On 3. That's Just the Way We Roll 4. Mosaico: Still in Love With You / Just Friends / Games 5. When You Look Me in the Eyes 6. Year 3000 Set 3: The Album 1. Summer Baby 2. Vacation Eyes 3. Mosaico Camp Rock: Introducing Me / Gotta Find You / Play My Music Set 4: A Little Bit Longer 1. Shelf 2. Pushin' Me Away 3. Lovebug 4. Burnin' Up Set 5: The Album (continuación) 1. Waffle House Set 6: Lines, Vines and Trying Times 1. Fly With Me 2. Much Better 3. Paranoid Set 7: Proyectos en Solitario / The Album (conclusión) 1. Jealous 2. Cake by the Ocean 3. Walls Set 8: Happiness Begins 1. Comeback 2. Only Human 3. Sucker 4. I Believe Set 9: Encore 1. Leave Before You Love Me |

## Fechas
| Fecha                    | Ciudad            | País            | Recinto                               | Invitados Especiales         |
| Norteamérica             | Norteamérica      | Norteamérica    | Norteamérica                          | Norteamérica                 |
| ------------------------ | ----------------- | --------------- | ------------------------------------- | ---------------------------- |
| 12 de agosto de 2023     | Nueva York        | Estados Unidos  | Yankee Stadium                        | Lawrence                     |
| 13 de agosto de 2023     | Nueva York        | Estados Unidos  | Yankee Stadium                        | Lawrence                     |
| 15 de agosto de 2023     | Boston            | Estados Unidos  | TD Garden                             | Lawrence                     |
| 16 de agosto de 2023     | Boston            | Estados Unidos  | TD Garden                             | Lawrence                     |
| 17 de agosto de 2023     | Uncasville        | Estados Unidos  | Mohegan Sun Arena                     | Lawrence                     |
| 19 de agosto de 2023     | Toronto           | Canadá          | Rogers Centre                         | Lawrence                     |
| 22 de agosto de 2023     | Indianápolis      | Estados Unidos  | Gainbridge Fieldhouse                 | Lawrence                     |
| 24 de agosto de 2023     | Detroit           | Estados Unidos  | Little Caesars Arena                  | Lawrence                     |
| 25 de agosto de 2023     | Chicago           | Estados Unidos  | Wrigley Field                         | Lawrence                     |
| 27 de agosto de 2023     | San Luis          | Estados Unidos  | Enterprise Center                     | Lawrence                     |
| 30 de agosto de 2023     | Arlington         | Estados Unidos  | Globe Life Field                      | Lawrence                     |
| 1 de septiembre de 2023  | Saint Paul        | Estados Unidos  | Minnesota State Fair                  | Lawrence                     |
| 3 de septiembre de 2023  | Austin            | Estados Unidos  | Moody Center                          | Lawrence                     |
| 6 de septiembre de 2023  | Phoenix           | Estados Unidos  | Footprint Center                      | Lawrence                     |
| 8 de septiembre de 2023  | Las Vegas         | Estados Unidos  | MGM Grand Garden Arena                | Lawrence                     |
| 9 de septiembre de 2023  | Los Ángeles       | Estados Unidos  | Dodger Stadium                        | Lawrence                     |
| 11 de septiembre de 2023 | Sacramento        | Estados Unidos  | Golden 1 Center                       | Lawrence                     |
| 14 de septiembre de 2023 | Denver            | Estados Unidos  | Ball Arena                            | Lawrence                     |
| 16 de septiembre de 2023 | Omaha             | Estados Unidos  | CHI Health Center                     | Lawrence                     |
| 18 de septiembre de 2023 | Cleveland         | Estados Unidos  | Rocket Mortgage FieldHouse            | Lawrence                     |
| 21 de septiembre de 2023 | Filadelfia        | Estados Unidos  | Wells Fargo Center                    | Lawrence                     |
| 22 de septiembre de 2023 | Baltimore         | Estados Unidos  | Royal Farms Arena                     | Lawrence                     |
| 23 de septiembre de 2023 | Washington D. C.  | Estados Unidos  | Capital One Arena                     | Lawrence                     |
| 25 de septiembre de 2023 | Pittsburgh        | Estados Unidos  | PPG Paints Arena                      | Lawrence                     |
| 26 de septiembre de 2023 | Lexington         | Estados Unidos  | Rupp Arena                            | Lawrence                     |
| 28 de septiembre de 2023 | Raleigh           | Estados Unidos  | PNC Arena                             | Lawrence                     |
| 30 de septiembre de 2023 | Charlotte         | Estados Unidos  | Spectrum Center                       | Lawrence                     |
| 1 de octubre de 2023     | Atlanta           | Estados Unidos  | State Farm Arena                      | Lawrence                     |
| 3 de octubre de 2023     | Tulsa             | Estados Unidos  | BOK Center                            | Lawrence                     |
| 5 de octubre de 2023     | San Antonio       | Estados Unidos  | AT&T Center                           | Lawrence                     |
| 7 de octubre de 2023     | Houston           | Estados Unidos  | Toyota Center                         | Lawrence                     |
| 9 de octubre de 2023     | Nashville         | Estados Unidos  | Bridgestone Arena                     | Lawrence                     |
| 10 de octubre de 2023    | Columbia          | Estados Unidos  | Colonial Life Arena                   | Lawrence                     |
| 12 de octubre de 2023    | Tampa             | Estados Unidos  | Amalie Arena                          | Lawrence                     |
| 13 de octubre de 2023    | Orlando           | Estados Unidos  | Amway Center                          | Lawrence                     |
| 14 de octubre de 2023    | Miami             | Estados Unidos  | Kaseya Center                         | Lawrence                     |
| 16 de octubre de 2023    | Orlando           | Estados Unidos  | Amway Center                          | Lawrence                     |
| 18 de octubre de 2023    | Atlanta           | Estados Unidos  | State Farm Arena                      | Lawrence                     |
| 20 de octubre de 2023    | Nashville         | Estados Unidos  | Bridgestone Arena                     | Lawrence                     |
| 22 de octubre de 2023    | Austin            | Estados Unidos  | Moody Center                          | Lawrence                     |
| 23 de octubre de 2023    | Houston           | Estados Unidos  | Toyota Center                         | Lawrence                     |
| 27 de octubre de 2023    | Las Vegas         | Estados Unidos  | MGM Grand Garden Arena                | Lawrence                     |
| 28 de octubre de 2023    | San Diego         | Estados Unidos  | Viejas Arena                          | Lawrence                     |
| 29 de octubre de 2023    | Anaheim           | Estados Unidos  | Honda Center                          | Lawrence                     |
| 2 de noviembre de 2023   | Fresno            | Estados Unidos  | Save Mart Center                      | Lawrence                     |
| 4 de noviembre de 2023   | West Valley City  | Estados Unidos  | Maverik Center                        | Lawrence                     |
| 5 de noviembre de 2023   | Nampa             | Estados Unidos  | Ford Idaho Center Arena               | Lawrence                     |
| 7 de noviembre de 2023   | Spokane           | Estados Unidos  | Spokane Arena                         | Lawrence                     |
| 9 de noviembre de 2023   | Portland          | Estados Unidos  | Moda Center                           | Lawrence                     |
| 10 de noviembre de 2023  | Seattle           | Estados Unidos  | Climate Pledge Arena                  | Lawrence                     |
| 11 de noviembre de 2023  | Vancouver         | Canadá          | Rogers Arena                          | Lawrence                     |
| 14 de noviembre de 2023  | Edmonton          | Canadá          | Rogers Place                          | Lawrence                     |
| 16 de noviembre de 2023  | Winnipeg          | Canadá          | Canada Life Centre                    | Lawrence                     |
| 17 de noviembre de 2023  | Grand Forks       | Estados Unidos  | Alerus Center                         | Lawrence                     |
| 19 de noviembre de 2023  | Saint Paul        | Estados Unidos  | Xcel Energy Center                    | Lawrence                     |
| 20 de noviembre de 2023  | Milwaukee         | Estados Unidos  | Fiserv Forum                          | Lawrence                     |
| 21 de noviembre de 2023  | Grand Rapids      | Estados Unidos  | Van Andel Arena                       | Lawrence                     |
| 27 de noviembre de 2023  | Buffalo           | Estados Unidos  | KeyBank Center                        | Lawrence                     |
| 29 de noviembre de 2023  | Kanata            | Canadá          | Canadian Tire Centre                  | Lawrence                     |
| 1 de diciembre de 2023   | Montreal          | Canadá          | Centre Bell                           | Lawrence                     |
| 2 de diciembre de 2023   | Albany            | Estados Unidos  | MVP Arena                             | Lawrence                     |
| 3 de diciembre de 2023   | Washington D. C.  | Estados Unidos  | Capital One Arena                     | Lawrence                     |
| 6 de diciembre de 2023   | Newark            | Estados Unidos  | Prudential Center                     | Lawrence                     |
| 7 de diciembre de 2023   | Newark            | Estados Unidos  | Prudential Center                     | Lawrence                     |
| 9 de diciembre de 2023   | Brooklyn          | Estados Unidos  | Barclays Center                       | Lawrence                     |
| Asia                     |                   |                 |                                       |                              |
| 27 de enero de 2024      | Bombay            | India           | Race Course Mahalaxmi                 | —                            |
| Norteamérica             |                   |                 |                                       |                              |
| 8 de febrero de 2024     | Durant            | Estados Unidos  | Choctaw Grand Theater                 | —                            |
| 9 de febrero de 2024     | Durant            | Estados Unidos  | Choctaw Grand Theater                 | —                            |
| Sudeste Asiático         |                   |                 |                                       |                              |
| 22 de febrero de 2024    | Manila            | Filipinas       | Mall of Asia Arena                    | —                            |
| 24 de febrero de 2024    | Yakarta           | Indonesia       | ICE BSD City                          | —                            |
| Oceanía                  |                   |                 |                                       |                              |
| 27 de febrero de 2024    | Auckland          | Nueva Zelanda   | Spark Arena                           | Mikey Deleasa Selfish Sons   |
| 1 de marzo de 2024       | Sídney            | Australia       | Qudos Bank Arena                      | Mikey Deleasa Selfish Sons   |
| 2 de marzo de 2024       | Sídney            | Australia       | Qudos Bank Arena                      | Mikey Deleasa Selfish Sons   |
| 5 de marzo de 2024       | Brisbane          | Australia       | Brisbane Entertainment Centre         | Mikey Deleasa Selfish Sons   |
| 8 de marzo de 2024       | Melbourne         | Australia       | Rod Laver Arena                       | Mikey Deleasa Selfish Sons   |
| 9 de marzo de 2024       | Melbourne         | Australia       | Rod Laver Arena                       | Mikey Deleasa Selfish Sons   |
| Norteamérica             |                   |                 |                                       |                              |
| 15 de marzo de 2024      | Houston           | Estados Unidos  | NRG Stadium                           | —                            |
| 6 de abril de 2024       | Phoenix           | Estados Unidos  | Hance Park                            | —                            |
| Latinoamérica            |                   |                 |                                       |                              |
| 16 de abril de 2024      | São Paulo         | Brasil          | Allianz Parque                        | Mikey Deleasa                |
| 19 de abril de 2024      | Bogotá            | Colombia        | Movistar Arena                        | Mikey Deleasa                |
| 21 de abril de 2024      | Lima              | Perú            | Costa 21                              | Mikey Deleasa                |
| 23 de abril de 2024      | Santiago de Chile | Chile           | Estadio Bicentenario de La Florida    | Mikey Deleasa Benito Cerati  |
| 25 de abril de 2024      | Buenos Aires      | Argentina       | Movistar Arena                        | Mikey Deleasa Delfina Campos |
| 26 de abril de 2024      | Buenos Aires      | Argentina       | Movistar Arena                        | Mikey Deleasa Delfina Campos |
| 27 de abril de 2024      | Buenos Aires      | Argentina       | Movistar Arena                        | Mikey Deleasa Delfina Campos |
| 30 de abril de 2024      | Cancún            | México          | Autodromo Internacional de Cancún     | Mikey Deleasa                |
| Europa                   |                   |                 |                                       |                              |
| 22 de junio de 2024      | Lisboa            | Portugal        | Parque Tejo                           | —                            |
| Norteamérica             |                   |                 |                                       |                              |
| 4 de julio de 2024       | Provo             | Estados Unidos  | LaVell Edwards Stadium                | —                            |
| 6 de julio de 2024       | Quebec            | Canadá          | Llanuras de Abraham                   | —                            |
| 13 de julio de 2024      | Calgary           | Canadá          | Scotiabank Saddledome                 | —                            |
| 20 de julio de 2024      | Colorado Springs  | Estados Unidos  | Weidner Field                         | —                            |
| 31 de julio de 2024      | Tampa             | Estados Unidos  | Seminole Hard Rock Tampa Event Center | —                            |
| 2 de agosto de 2024      | Hollywood         | Estados Unidos  | Hard Rock Live                        | —                            |
| 3 de agosto de 2024      | Hollywood         | Estados Unidos  | Hard Rock Live                        | —                            |
| 15 de agosto de 2024     | Springfield       | Estados Unidos  | Illinois State Fairgrounds            | —                            |
| Latinoamérica            |                   |                 |                                       |                              |
| 21 de agosto de 2024     | Ciudad de México  | México          | Arena Ciudad de México                | N/a                          |
| 22 de agosto de 2024     | Ciudad de México  | México          | Arena Ciudad de México                | N/a                          |
| 24 de agosto de 2024     | Monterrey         | México          | Arena Monterrey                       | N/a                          |
| 25 de agosto de 2024     | Monterrey         | México          | Arena Monterrey                       | N/a                          |
| Europa                   |                   |                 |                                       |                              |
| 9 de septiembre de 2024  | Belfast           | Irlanda         | Odyssey Arena                         | Mikey Deleasa Mimi Webb      |
| 10 de septiembre de 2024 | Dublín            | Irlanda         | 3Arena                                | Mikey Deleasa Mimi Webb      |
| 12 de septiembre de 2024 | Mánchester        | Reino Unido     | Co-Op Live Arena                      | Mikey Deleasa Mimi Webb      |
| 13 de septiembre de 2024 | Glasgow           | Reino Unido     | OVO Hydro                             | Mikey Deleasa Mimi Webb      |
| 15 de septiembre de 2024 | Birmingham        | Reino Unido     | Utilita Arena Birmingham              | Mikey Deleasa Mimi Webb      |
| 16 de septiembre de 2024 | Londres           | Reino Unido     | The O2 Arena                          | Mikey Deleasa Mimi Webb      |
| 17 de septiembre de 2024 | Londres           | Reino Unido     | The O2 Arena                          | Mikey Deleasa Mimi Webb      |
| 20 de septiembre de 2024 | Múnich            | Alemania        | Olympiahalle                          | Mikey Deleasa Mimi Webb      |
| 22 de septiembre de 2024 | Viena             | Austria         | Wiener Stadthalle                     | Mikey Deleasa Mimi Webb      |
| 24 de septiembre de 2024 | Milán             | Italia          | Mediolanum Forum                      | Mikey Deleasa Mimi Webb      |
| 26 de septiembre de 2024 | Barcelona         | España          | Palau Sant Jordi                      | Mikey Deleasa Mimi Webb      |
| 28 de septiembre de 2024 | Lyon              | Francia         | LDLC Arena                            | Mikey Deleasa Mimi Webb      |
| 29 de septiembre de 2024 | Zúrich            | Suiza           | Hallenstadion                         | Mikey Deleasa Mimi Webb      |
| 1 de octubre de 2024     | Amberes           | Bélgica         | Sportpaleis                           | Mikey Deleasa Mimi Webb      |
| 2 de octubre de 2024     | Colonia           | Alemania        | Lanxess Arena                         | Mikey Deleasa Mimi Webb      |
| 3 de octubre de 2024     | Ámsterdam         | Países Bajos    | Ziggo Dome                            | Mikey Deleasa Mimi Webb      |
| 6 de octubre de 2024     | Oslo              | Noruega         | Oslo Spektrum                         | Mikey Deleasa Mimi Webb      |
| 8 de octubre de 2024     | Copenhague        | Dinamarca       | Royal Arena                           | Mikey Deleasa Mimi Webb      |
| 9 de octubre de 2024     | Hamburgo          | Alemania        | Barclaycard Arena                     | Mikey Deleasa Mimi Webb      |
| 13 de octubre de 2024    | París             | Francia         | Accor Arena                           | Mikey Deleasa Mimi Webb      |
| 15 de octubre de 2024    | Praga             | República Checa | O2 Arena                              | Mikey Deleasa Mimi Webb      |
| 16 de octubre de 2024    | Cracovia          | Polonia         | Tauron Arena                          | Mikey Deleasa Mimi Webb      |
| Norteamérica             |                   |                 |                                       |                              |
| 10 de noviembre de 2024  | Highland          | Estados Unidos  | Yaamava Theater                       |                              |
| 17 de noviembre de 2024  | Vancouver         | Canadá          | Estadio BC Place                      |                              |

## Conciertos Cancelados o Reprogramados
| Fecha                   | Ciudad            | País              | Recinto                  | Nueva Fecha              | Motivo                                                         |
| América del Norte       | América del Norte | América del Norte | América del Norte        | América del Norte        | América del Norte                                              |
| ----------------------- | ----------------- | ----------------- | ------------------------ | ------------------------ | -------------------------------------------------------------- |
| 23 de octubre de 2023   | Houston           | Estados Unidos    | Toyota Center            | Conciertos cancelados    | Razones desconocidas                                           |
| 27 de octubre de 2023   | Paradise          | Estados Unidos    | MGM Grand Garden Arena   | Conciertos cancelados    | Razones desconocidas                                           |
| 17 de noviembre de 2023 | Grand Forks       | Estados Unidos    | Alerus Center            | Conciertos cancelados    | Razones logísticas relacionadas con una presentación para ESPN |
| 3 de mayo de 2024       | Ciudad de México  | México            | Arena Ciudad de México   | 21 de agosto de 2024     | Influenza contraída por Nick Jonas                             |
| 4 de mayo de 2024       | Ciudad de México  | México            | Arena Ciudad de México   | 22 de agosto de 2024     | Influenza contraída por Nick Jonas                             |
| 6 de mayo de 2024       | Monterrey         | México            | Arena Monterrey          | 24 de agosto de 2024     | Influenza contraída por Nick Jonas                             |
| 7 de mayo de 2024       | Monterrey         | México            | Arena Monterrey          | 25 de agosto de 2024     | Influenza contraída por Nick Jonas                             |
| Europa                  |                   |                   |                          |                          |                                                                |
| 18 de mayo de 2024      | Oslo              | Noruega           | Oslo Spektrum            | 6 de octubre de 2024     | Conflictos de Agenda de la banda                               |
| 20 de mayo de 2024      | Copenhague        | Dinamarca         | Royal Arena              | 8 de octubre de 2024     | Conflictos de Agenda de la banda                               |
| 21 de mayo de 2024      | Hamburgo          | Alemania          | Barclaycard Arena        | 9 de octubre de 2024     | Conflictos de Agenda de la banda                               |
| 22 de mayo de 2024      | Colonia           | Alemania          | Lanxess Arena            | 2 de octubre de 2024     | Conflictos de Agenda de la banda                               |
| 25 de mayo de 2024      | Barcelona         | España            | Palau Sant Jordi         | 26 de septiembre de 2024 | Conflictos de Agenda de la banda                               |
| 27 de mayo de 2024      | Lyon              | Francia           | LDLC Arena               | 27 de septiembre de 2024 | Conflictos de Agenda de la banda                               |
| 28 de mayo de 2024      | Milán             | Italia            | Mediolanum Forum         | 24 de septiembre de 2024 | Conflictos de Agenda de la banda                               |
| 30 de mayo de 2024      | Cracovia          | Polonia           | Tauron Arena             | 16 de octubre de 2024    | Conflictos de Agenda de la banda                               |
| 1 de junio de 2024      | Viena             | Austria           | Wiener Stadthalle        | 22 de septiembre de 2024 | Conflictos de Agenda de la banda                               |
| 2 de junio de 2024      | Praga             | República Checa   | O2 Arena                 | 15 de octubre de 2024    | Conflictos de Agenda de la banda                               |
| 3 de junio de 2024      | Múnich            | Alemania          | Olympiahalle             | 20 de septiembre de 2024 | Conflictos de Agenda de la banda                               |
| 4 de junio de 2024      | Zúrich            | Suiza             | Hallenstadion            | 29 de septiembre de 2024 | Conflictos de Agenda de la banda                               |
| 7 de junio de 2024      | París             | Francia           | Accor Arena              | 13 de octubre de 2024    | Conflictos de Agenda de la banda                               |
| 8 de junio de 2024      | Amberes           | Bélgica           | Sportpaleis              | 1 de octubre de 2024     | Conflictos de Agenda de la banda                               |
| 10 de junio de 2024     | Ámsterdam         | Países Bajos      | Ziggo Dome               | 3 de octubre de 2024     | Conflictos de Agenda de la banda                               |
| 12 de junio de 2024     | Londres           | Reino Unido       | The O2 Arena             | 16 de septiembre de 2024 | Conflictos de Agenda de la banda                               |
| 13 de junio de 2024     | Londres           | Reino Unido       | The O2 Arena             | 17 de septiembre de 2024 | Conflictos de Agenda de la banda                               |
| 15 de junio de 2024     | Birmingham        | Reino Unido       | Utilita Arena Birmingham | 15 de septiembre de 2024 | Conflictos de Agenda de la banda                               |
| 16 de junio de 2024     | Glasgow           | Reino Unido       | OVO Hydro                | 13 de septiembre de 2024 | Conflictos de Agenda de la banda                               |
| 17 de junio de 2024     | Mánchester        | Reino Unido       | Co-Op Live Arena         | 12 de septiembre de 2024 | Conflictos de Agenda de la banda                               |
| 19 de junio de 2024     | Dublín            | Irlanda           | 3Arena                   | 10 de septiembre de 2024 | Conflictos de Agenda de la banda                               |
| 20 de junio de 2024     | Belfast           | Irlanda           | Odyssey Arena            | 9 de septiembre de 2024  | Conflictos de Agenda de la banda                               |